# 二甲基乙酰膦
二甲基乙酰膦是一种有机化合物，化学式为C4H9OP。它可由二甲膦和乙烯酮在乙醚中反应制得。它可以被氧化为二甲基乙酰膦-P-氧化物。它的P-C键键长计算值（1.885 Å）略短于乙酰膦相应的键长（1.900 Å）。